# Роман Кзич
Роман Кзич (*д/н — бл. 1223) — половецький хан.

## Життєпис
Належав до клану бурд-огли (в руських літописах згадуються як бурчевичі). Був сином хана Гзака. Його половецьке ім'я невідоме. Напевне, у 1167 або 1168 роках під час знищення веж Гзака потрапив у полон, де прийняв хрещення й змінив ім'я на Роман. Час звільнення з полону невідомий.
У 1185 році разом з Гзаком та іншими половецькими ханами брав участь у битві на Каялі, де зазнали поразки війська на чолі з Ігорем Святославичем. Роман Гзич звитяжив, захопивши в полон брата останнього — Всеволода Курського.
Про подальшу долю відомо замало. Після смерті батька приблизно в 1190-х роках очолив його частину орди Кай-оба. Діяв у союзі з ханом Кортяном, про походи проти руських князівств невідомо. Напевне тому, що допомагав болгарам у війні з Візантійською імперією.
Вважається, що міг брати участь у битві при Калці у 1223 році.